# Esofag

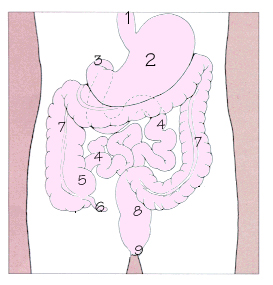
Prezentarea tractusului digestiv: Esofag-Stomac-Intestin-Anus:
1=Esofag, 2=Stomac, 3=Duoden, 4=Intestin subțire, 5=Cecum, 6=Appendix, 7=Colon, 8=Rectum, 9=Anus

Esofagul (lat.: Oesophagus, grec.: οισοφάγος) este o parte a tractului digestiv cu funcția de transport a hranei, Esofagul este un tub, ce leagă faringele de stomac. Pereții săi musculari produc contracții ondulatorii, care ajută la transportarea hranei. Are un diametru larg, comparativ cu alte cordate. La unele specii poate servi drept depozit temporar de hrană. Este acoperit cu un strat epitelial, care conține multe glande subepiteliale.

## Anatomie
Esofagul la adulți are o lungime de în jur de 25 cm. În partea proximală (superioară) esofagul este amplasat în spatele traheii și în fața coloanei vertebrale.
Esofagul pe traiectul său poate fi împărțit pe următoarele segmente:
1. Segmentul cervical (al gâtului) pars cervicalis segmentul dintre faringe și intrarea în cutia toracică.
2. Segmentul pectoral, pars thoracica care se întinde până la mușchiul diafragm
3. Segmentul abdominal pars abdominalis între difragmă și cardia (intrarea în stomac)

Din punct de vedere fiziologic sunt trei porțiuni de gâtuire a esofagului:
1. gâtuirea superioară lângă trahee
2. gâtuirea la încrucișarea cu cârja aortică
3. gâtuirea diafragmatică, Hiatus oesophageus și Oesophagussphinkter

Etanșeitatea închiderii inferioare a esofagului (ultima porțiune de 2 - 5 cm) este influențată de:
1. dacă esofagul pe lungimea sa se află sub tensiune
2. dacă orificiul de deschidere în stomac este torsionat
3. existența unei staze venoase în mucoasa esofagiene

Esofagul este constituit din mai multe straturi ca:
1. stratul seros și un strat de țesut conjunctiv
2. stratul muscular (lamina muskularis mucosae), (Tela muscularis), (Tela submucosa).
3. stratul mucos (Mucosa) cu (Lamina epithelialis mucosae), (Lamina propria mucosae)

- Efectul de înghițire a bolului alimentar la nivel oral, declanșează printr-un reflex o undă peristaltică realizată de stratul muscular din esofag care transportă bolul alimentar de la nivelul faringelui în stomac.

- Bolile esofagului: achalasie, refluxus, esofagite (chimice, termice, mecanice, infecțioase sau tumorale), diverticule, atrezii sau ulcere esofagiene.
- Peretele :  Are 4 tunici : mucoasa ,  submucoasa , musculara , externa
- Mucoasa formeaza pliuri longitudinale ce permit distensia mucoasei esofagiene la trecerea bolului alimentar.
- formati din 3 compartimente : epiteliu de acoperire , corion si mucoasa.
- ESOFAGUL

structura histologica-
- organ

tubular de 25 cm cu rol de transport al alimentelor
Peretele : 4 tunici: mucoasa, submucoasa,
musculara si externa
Mucoasa-formeaza pliuri longitudinale ce
permit distensia mucoasei esofagiene la trecerea bolului alimentar
-formata din
3 componente: epiteliu de acoperire, corion si musculara mucoasei
Epiteliu de acoperire - epiteliu stratificat pavimentos
necheratinizat, gros, dispus pe aproximativ 25 randuri
-turnover rapid: 3-4 zile
Corionul - tesut conjunctiv lax infiltrat cu
limfocite
-contine vase
sanguine mici, vase limfatice si nervi
-contine
glande mucoase in portiunea inferioara(glande esofagiene superficiale), acestea
secreta mucus neutru cu rol de lubrifiere pt trecerea bolului alimentar
Musculara mucoasei
-strat
subtire de muschi neted interpus intre mucoasa si submucoasa
-contine
fibre muscular netede dispuse in 2 planuri: intern-circular, extern-                                      longitudinal
Submucoasa
- contine tesut conjunctiv dens bogat in fibre
elastic
- se gasesc
vase sanguine si vase limfatice
-contine pe
toata lungimea mucoasei glande mucoase(glande esofagiene propriu zise).Acestea
secreta mucus(lubrefiaza suprafata epiteliului si favorizeaza alunecarea bolului
alimentar) si lizozimi (enzima cu rol bactericid)
-contine
plexul nervos Meissner format din microganglioni, fibre amielinice simpatice si
parasimpatice cu rol in reglarea secretiilor glandular
Tunica musculara-formata din fibre muscular striate in
portiunea proximala si netede in portiunea distal. Fibrele musculare sunt
dispuse in 2 straturi: intern-circular si extern-longitudinal. Intre cele 2
straturi : plexul mienteric Auerbach(contine microganglioni vegetative si fibre
amielinice simpatico si parasimpatice cu rol in reglarea peristaltismului.
Tunica externa – adventice, cu exceptia esofagului abdominal care
este invelit de seroasa. Adventicea-
strat de tesut conjunctiv lax care se continua fara delimitare neta cu tesut
conjunctiv din jur.
Seroasa-strat de tesut conjunctiv lax
acoperit la exterior de mezoteliul peritoneal 